# Alain Aspect
Alain Aspect (n. 15 iunie 1947, Agen, Aquitaine, Franța) este un fizician francez cunoscut pentru lucrările sale experimentale asupra inseparabilității cuantice.
În 2022, a fost distins cu Premiul Nobel pentru Fizică, alături de John Clauser și Anton Zeilinger, „pentru experimentele cu fotoni aflați în stare de inseparabillitate cuantică, stabilind încălcarea inegalităților lui Bell și pionierat în știința informației cuantice”.